# Umbelino de Paula de Sousa Leão
Umbelino de Paula de Sousa Leão, primeiro e único barão de Jaboatão (Pernambuco, 1829 — 14 de março de 1902), foi um nobre e usineiro brasileiro.

Brasão do Barão de Jaboatão, 1873.

## Biografia
Era filho do comendador Antônio de Paula de Sousa Leão e D. Teresa Vitória Bezerra da Silva Cavalcanti, e irmão da viscondessa de Campo Alegre e do barão de Sousa Leão. Casado com sua prima D. Francisca de Paula de Sousa Leão, era pai do visconde de Tabatinga.
Foi major da Guarda Nacional e dono dos engenhos de Matas e Bom Jardim, no Cabo de Santo Agostinho.

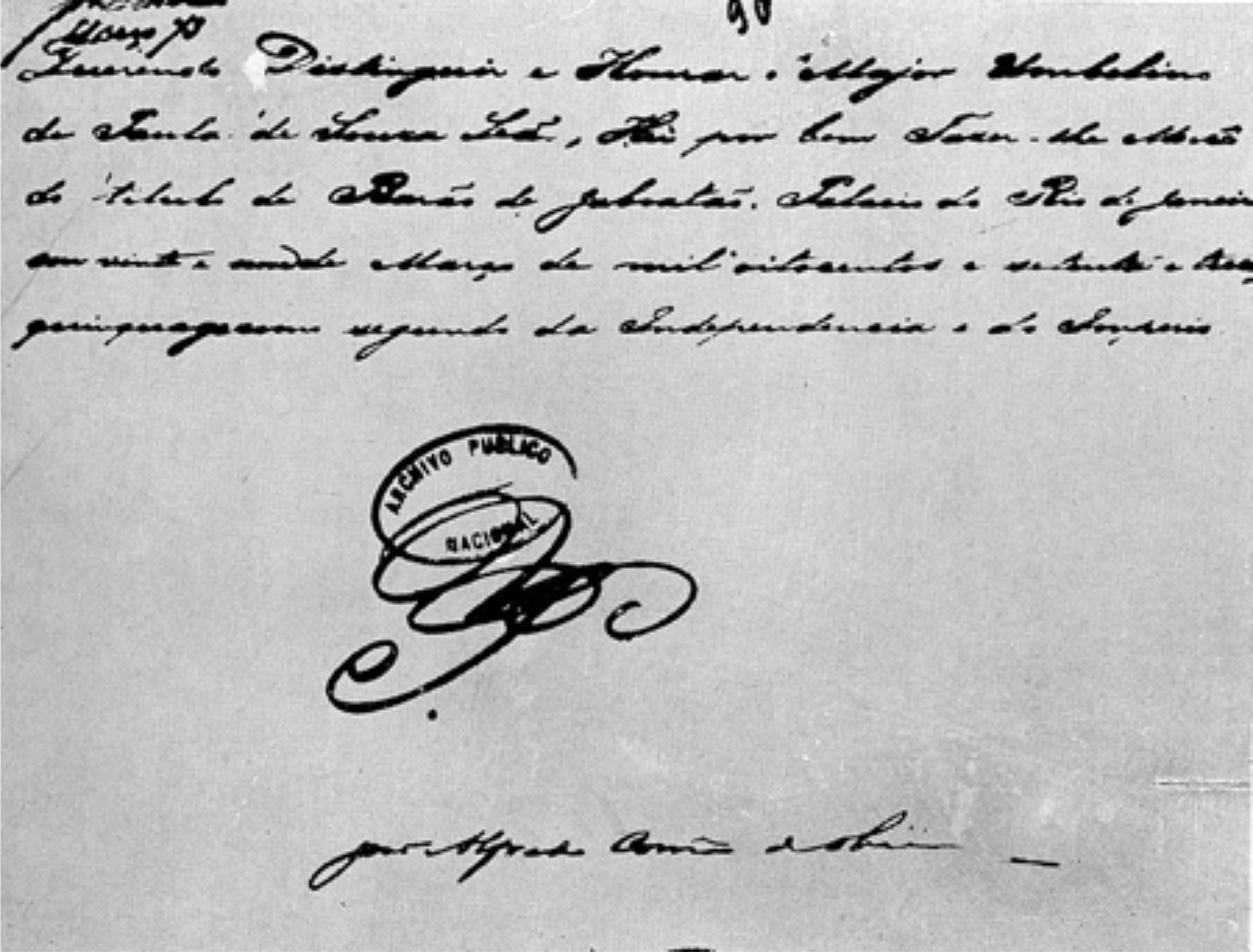
Documento que o concede a baronia

Foi agraciado barão em 29 de março de 1873.